# Jean-Jacques Cart
Pour les articles homonymes, voir Cart (homonymie).
Jean-Jacques Cart (également orthographié Jean-Jaques Cart), né le 30 novembre 1748 à Morges et mort le 19 septembre 1813 à Lausanne, est un juriste et une personnalité politique suisse.

## Biographie
Bourgeois de L'Abbaye, descendant d'une famille de réfugiés français de Mouthe, il est le fils de Jacques Louis Cart, serrurier, et de Françoise Thury,. 
Après avoir suivi des cours de droit à Genève, il séjourne deux ans en Angleterre entre 1766-1768. Entre 1769 et 1773, il vit à Boston où il est précepteur du fils de l'amiral Samuel Hood. De retour à Morges, il reçoit la patente d'avocat en 1775, après s'être formé chez Samuel Porta, et épouse Suzanne-Françoise Muret la même année. Le couple aura quatre enfants,.

### Cart, patriote vaudois
Dès 1782, il se manifeste comme patriote vaudois, contre Leurs Excellences de Berne lors de l'« affaire du grand chemin ». Il rédige en 1791 le Mémoire à consulter dans lequel il estime que Berne n'a pas le droit de décréter la levée d'impôts dans le Pays de Vaud sans l'accord préalable des communes concernées. Ces prises de position lui valent la reconnaissance de la ville de Morges qui lui offre la bourgeoisie le 13 mai 1791,.

### Cart, révolutionnaire
En 1791, ayant participé au Banquet de Rolle (célébrant la prise de la Bastille, ce qui déplaît à Berne), il est convoqué par la haute commission chargée d'enquêter sur les contacts des villes avec l'étranger. Afin d'éviter son arrestation, il s'enfuit en France, à Lyon. Il s'y lie avec des Girondins et y publie en 1793 ses lettres à Bernard de Muralt, contestant une fois de plus le régime bernois. La même année, Gaspard Monge, alors ministre de la Marine, l'envoie aux États-Unis négocier l'achat de subsistances pour la France. La chute des Girondins l'oblige à y rester et il s'y installe comme fermier. Dans un mémoire de 1797 au Directoire de la République française, il prône un rattachement du Pays de Vaud à la Savoie et de Genève et du Valais à la France,.
Il revient en Suisse au milieu de 1798, après la proclamation de la République lémanique. Nommé sénateur en 1800, il affiche une position résolument unitaire, combattant le fédéralisme, position qu'il expose en 1802 dans son ouvrage De la Suisse avant la révolution et après la révolution. Membre de la Consulta helvétique, il participe à l'élaboration de l'Acte de médiation du 19 février 1803. Il collabore de plus à la rédaction de la Constitution vaudoise. De 1803 à sa mort, il se voue exclusivement à la politique vaudoise, comme député au Grand Conseil et comme président du tribunal d'appel et rédacteur des codes civil et criminel,.

## Publications
- Jean-Jacques Cart, Lettres de Jean-Jacques Cart à Bernard de Muralt, trésorier du Pays de Vaud, sur le droit public du Pays de Vaud et sur les événemens actuels, Paris, 1793, 333 p.
- Jean-Jacques Cart, Lettres de Jean Jaques Cart à Fréd. César Laharpe, directeur de la République helvétique, Lausanne, Hignou et Comp. : Luquiens cadet, 1799, 32 p.
- Jean-Jacques Cart, De la Constitution helvétique, Lausanne, Luquiens : Hignou, 1799
- Jean-Jacques Cart, Quelques mots sur le projet de la Commission diètale du canton de Vaud, Lausanne, Hignou et Compe, 1801 (lire en ligne)
- Jean-Jaques Cart, Lettre de Jean Jaques Cart à la diète du canton de Vaud sur le projet de Constitution du 27 février 1802, Lausanne, Hignou et Compe, 1802 (lire en ligne)
- Jean-Jaques Cart, De la Suisse avant la révolution et pendant la révolution : Des bases essentielles à son gouvernement futur et à son indépendance, Lausanne, Hignou et Compe, 1802 (lire en ligne)
- Jean-Jaques Cart, De la Suisse avant la révolution et pendant la révolution : Des bases essentielles à son gouvernement futur et à son indépendance, Lausanne, Hignou et Compe, 1802 (lire en ligne)

## Lieux éponymes
- Lausanne possède une rue Jean-Jacques-Cart (de l'avenue Frédéric-César-de-La-Harpe à l'avenue Floréal), sur décision municipale de 1924[3] ;
- Morges possède une avenue Jean-Jacques-Cart (de l'avenue de Marcelin à l'avenue de Peyrolaz).